# Radikálová polymerizace s vratnou deaktivací řízená mědí
Radikálová polymerizace s vratnou deaktivací řízená mědí je druh radikálové polymerizace s vratnou deaktivací, kdy se jako katalyzátory používají sloučeniny mědi, které vyvolávají vratnou aktivaci/deaktivaci narůstajících řetězců, jejichž růst tak probíhá jednotně.

## Historie
Přestože se komplexy mědi, ve spojení s vhodnými ligandy, dlouho používají v reakcích jako jsou radikálová adice s přenosem atomu a alkyn-azidová cykloadice, tak jejich využití v radikálových polymerizacích s vratnou deaktivací bylo popsáno až roku 1995.
Katalýza mědí se stala jedním z nejvyužívanějších druhů polymerizace s  vratnou deaktivací, pomocí ní lze vytvářet polymery s přesným určením složení, funkčních skupin, a struktury. Původní reakce měly několik nevýhodných vlastností, jako je efekt stálých radikálů, a byly tak vyvinuty i jiné varianty, například obnova aktivátorů přenosem elektronů a iniciátory průběžné obnovy aktivátoru.
Tyto reakce je možné katalyzovat i kovovou mědí. Polymerizace za využití mědi a ligandů poprvé použil v roce 1997 Krzysztof Matyjaszewski.
V roce 2006 byla popsána takto provedená polymerizace methakrylátu, s tris(2-(dimethylamino)ethyl)amin(Me6TREN) jako ligandem, v polárních rozpouštědlech, probíhající odlišným mechanismem, jako živá polymerizace s přenosem elektronu. Na základě odlišného mechanismu byl v následujících letech proveden výzkum zaměřený na tento zvláštní druh polymerizace, a vznikla velká diskuze o jejím mechanismu.

## Diskuze o mechanismu

### Radikálová polymerizace s dodatečným aktivátorem a redukčním činidlem
Radikálová polymerizace využívající jako katalyzátor Cu0 lze popsat několika modely, jedním z nich je radikálová polymerizace s přenosem atomu a dodatečným aktivátorem (SARA ATRP).
SARA ATRP reakce jsou aktivovány měďnými a deaktivovány měďnatými sloučeninami, Cu0 slouží převážně jako dodatečný aktivátor alkylhalogenidů a jako redukční činidlo převádějící synproporcionací CuII na CuI. Kinetika má na reakci minimální vliv, protože měďné sloučeniny přednostně aktivují alkylhalogenidy a aktivace všech alkylhalogenidů probíhá přenosem elektronů ve vnitřní sféře.

### Živá radikálová polymerizace spřenosem jednoho elektronu
Dalším modelem je živá radikálová polymerizace s přenosem jednoho elektronu (SET-LRP), ve které je Cu0 jediným aktivátorem alkylhalogenidů, proces probíhá skrz přenos elektronů ve vnější sféře. Vytvořená měďná sloučenina se  namísto podílu na aktivaci halogenidů samovolně disproporcionuje na Cu0 a CuII, a ke komproporcionacím téměř nedochází.

### Ostatní
Výjimečnou vlastností radikálových polymerizací řízených mědí využívajících Me6TREN/DMSO jako ligand a rozpouštědlo je výskyt indukce v začátku reakce; této indukci lze zabránit přidáním další CuII nebo použitím PMDETA jako ligandu. Tento jev nelze vysvětlit pomocí SARA ATRP ani SET-LRP, a byl tak navržen jiný mechanismus: radikálová polymerizace s vratnou deaktivací řízená mědí.
Podle tohoto mechanismu je indukce způsobována hromaděním rozpustných sloučenin mědi. Měďné komplexy jsou dobrými aktivátory i za podmínek, kdy je výhodnější jejich disproporcionace (jako je systém Me6TREN/DMSO), Cu0 působí jako doplňkový aktivátor i jako redukční činidlo, probíhá tak současně disproporcionace i synproporcionace; CuII se spotřebovává při obou těchto reakcích, jejichž vzájemná rovnováha je ovlivňována reaktivitou monomerů a iniciátorů. 
V průběhu reakce se utvářejí dvě rovnováhy - polymerizační (propagace řetězce, aktivace/deaktivace, terminace řetězce) a u přeměn mědi (disproporcionace/synproporcionace).
Změna parametrů polymerizace, jako jsou například iniciátor, ligand a rozpouštědlo) se změní také tyto rovnováhy. Lišit se mohou i u různých monomerů, takže je třeba je vhodně kombinovat. Výzkum mechanismů kinetického řízení umožnil překonat různé potíže, jako jsou nízká míra přeměny monomeru, obtížné řízení a vedlejší reakce, což dovolilo provádět řízené polymerizace řady různých vinylových monomerů, více i méně reaktivních.